# Europäische Föderalistische Partei (2011)
Die Europäische Föderalistische Partei (Kurzbezeichnung: EFP) ist eine politische Partei, die nach eigenem Verständnis in ganz Europa tätig, seit 2016 praktisch aber nur noch in Frankreich und in geringerem Maße in Belgien aktiv ist. 
Die Partei strebt einen föderalistischen europäischen Staat an. Sie entstand am 6. November 2011 aus dem Zusammenschluss der französischen Partei Parti Fédéraliste (PF) und dem pan-europäischen Netzwerk Europe United. Die PF nahm bereits 1999 und 2004 an den Europawahlen in Frankreich teil. Die EFP trat in fünf Ländern bei der Europawahl 2014 an und in Frankreich an der Europawahl 2019 an.

## Vorgängerorganisationen

### Parti fédéraliste
Die Parti fédéraliste wurde 1995 von Jean-Philippe Allenbach gegründet. Sie vertrat föderalistische Positionen in der Europapolitik. Sie trat 1998 erstmals zu Regionalwahlen an und erreichte in einzelnen Regionen bis zu 3,87 %. 2004 trat sie in vier Regionen an. 2010 trat man nur in Haute-Normandie an. Bei der Europawahl 1999 erreichte man 0,1 %. Zur Europawahl 2004 trat die Partei landesweit an und erreichte Ergebnisse zwischen 0,01 % und 0,04 %. 2009 bestanden die Listen der PF zur Europawahl aus Kandidaten mit unterschiedlichen Nationalitäten aus ganz Europa. Die Listen wurden zurückgewiesen, da nach Auffassung des Wahlamts die notwendigen Unterlagen nicht rechtzeitig vorgelegt werden konnten. Bei den nationalen Parlamentswahlen 2002 traten 93 Kandidaten der PF an.
Vorsitzende:
- Jean-Philippe Allenbach (1995–2005)
- Christian Chavrier (2005–2007)
- Michel Le Tallec (2007–2009)
- Yves Gernigon (2009–2011)

### Europe United
Europe United – The European Party (in Deutschland: Vereintes Europa) wurde 2005 von Aki Paasovaara gegründet, nachdem in Frankreich und den Niederlanden die Europäische Verfassung in Volksabstimmungen abgelehnt worden war. Im September 2005 wurde die Partei in Dänemark als politische Vereinigung registriert. 2006 schloss sich die Gruppe United for Europe von Pietro De Matteis der Vereinigung an. Im Sommer 2008 wurde in Deutschland das erste nationale Chapter der Partei gegründet. Die Partei wollte mit fünf Kandidaten in ganz Europa zur Europawahl 2009 antreten, konnte schließlich aber nicht kandidieren.
Vorsitzende:
- Aki Paasovaara (2005–2007)
- Mikael Latreille (2007–2009)
- Bengt Beier (2009–2011)

## Geschichte

### Fusion von PF und Europe United
Auf einer Versammlung am 6. November 2011 in Paris wurde die EFP gegründet. Gemeinsame Vorsitzende wurden Yves Gernigon und Pietro De Matteis. Beide wurden auf der Versammlung am 3./4. November 2012 in Rom im Amt bestätigt. Bei der Parlamentswahl in Frankreich 2012 traten 15 Kandidaten für die Parti Fédéraliste Européen an.
Am 17. Mai 2012 wurde das niederländische Chapter, am 2. Dezember 2012 das britische Chapter der EFP gegründet. Das deutsche Chapter wurde am 5. Oktober 2013 als Partei gegründet; dieses spaltete sich jedoch Ende 2014 unter dem Namen Die Europapartei ab, entfaltete jedoch keine weitere Wirkung.

### Europawahl 2014 und Folgejahre
Die EFP trat zur Europawahl 2014 in sechs Ländern an. In Frankreich trat die EFP in allen Wahlkreisen an. In Italien beteiligte sich die EFP am liberalen Wahlbündnis Scelta Europa. Das griechische Chapter arbeitete mit der Partei Drasi zusammen. In Portugal beteiligte sich die EFP mit einem Mitglied der Partido Democrático do Atlântico am Wahlbündnis A Nossa Europa. In Belgien trat die EFP gemeinsam mit Stand Up for the United States of Europe an. In Österreich trat Bengt Beier auf der Liste der Partei NEOS an. In Deutschland wurde die Organisation Stimme für Europa unterstützt, die jedoch die notwendigen Unterstützungsunterschriften nicht sammeln konnte.
Das griechische Chapter kooperierte bei der Parlamentswahl in Griechenland im Januar 2015 mit der sozialdemokratischen PASOK und stellte mehrere Kandidaten auf der PASOK-Liste.

### Fusion und Spaltung
Am 13. Dezember 2016 schloss sich die EFP mit den Bewegungen Stand Up for the United States of Europe und United States of Europe Now unter dem Namen Stand Up For Europe zusammen. Geplant war mittelfristig die Fusion der drei Organisationen. Während die Führungsmannschaft der EFP zu Stand Up For Europe wechselten, blieben nationale Chapter der EFP teilweise weiterhin unter ihrem bisherigen Namen aktiv. Neuer Vorsitzender der Gesamt-EFP wurde der Vorsitzende der französischen Parti Fédéraliste, Yves Gernigon; der Vorstand der EFP ist französisch dominiert. 
Die EFP trat in Frankreich zur Europawahl 2019 an und erhielt 12.146 Stimmen (0,05 %). Bei der Kommunalwahl in Frankreich 2020 konnte die EFP einige kommunale Mandate sichern.

## Bekannte Mitglieder
- Marco Pannella († 2016)